# Kobellita
La kobellita és un mineral de coure, plom, bismut antimoni i sofre, químicament és un sulfur de coure, plom, bismut i antimoni, de fórmula Cu₂Pb10(Bi,Sb)16S35, de color gris fosc, una duresa de 2,5-3, i una densitat de 6,48-6,51 g/cm³, cristal·litza en el sistema ortoròmbic. El seu nom fa honor al mineralogista alemany Wolfgang Franz von Kobell (1803-1882).